# Gornja Ržana
Gornja Ržana (izvirno srbsko Горња Ржана; bolgarsko Горна Ръжана) je naselje v Srbiji, ki upravno spada pod Občino Bosilegrad; slednja pa je del Pčinjskega upravnega okraja.

## Demografija
V naselju živi 74 polnoletnih prebivalcev, pri čemer je njihova povprečna starost 44,7 let (43,6 pri moških in 46,0 pri ženskah). Naselje ima 29 gospodinjstev, pri čemer je povprečno število članov na gospodinjstvo 3,28.
Prebivalstvo je večinoma nehomogeno.
|  |

| Demografija | Demografija     | Demografija     |
| Leto        | Št. prebivalcev | Št. prebivalcev |
| ----------- | --------------- | --------------- |
|             |                 |                 |
|             |                 |                 |
|             |                 |                 |
|             |                 |                 |
| 1948        | 414             |                 |
| 1953        | 424             |                 |
| 1961        | 401             |                 |
| 1971        | 337             |                 |
| 1981        | 235             |                 |
| 1991        | 168             | 168             |
| 2002        | 102             | 95              |
|             |                 |                 |

| Etnična sestava po popisu iz leta 2002 | Etnična sestava po popisu iz leta 2002 | Etnična sestava po popisu iz leta 2002 | Etnična sestava po popisu iz leta 2002 | Etnična sestava po popisu iz leta 2002 |
| -------------------------------------- | -------------------------------------- | -------------------------------------- | -------------------------------------- | -------------------------------------- |
| Jugoslovani                            | Jugoslovani                            |                                        | 61                                     | 64,21%                                 |
| Srbi                                   | Srbi                                   |                                        | 18                                     | 18,94%                                 |
| Bolgari                                | Bolgari                                |                                        | 15                                     | 15,78%                                 |
| Neznano                                | Neznano                                |                                        | 0                                      | 0,0%                                   |